# Сандра Волк
Сандра Волк (словен. Sandra Volk; нар. 27 жовтня 1985) — колишня словенська тенісистка.
Найвищу одиночну позицію світового рейтингу — 505 місце досягла 5 березня 2007, парну — 665 місце — 11 липня 2005 року.

## Фінали ITF (0–2)

### Парний розряд (0–2)
| Легенда          |
| ---------------- |
| Турніри $100,000 |
| Турніри $75,000  |
| Турніри $50,000  |
| Турніри $25,000  |
| Турніри $10,000  |

| Фінали за покриттям |
| ------------------- |
| Тверде (0–2)        |
| Ґрунт (0–0)         |
| Трава (0–0)         |
| Килим (0–0)         |

| Результат | Ранг | Дата           | Турнір              | Покриття | Партнерка     | Суперниці                         | Рахунок       |
| --------- | ---- | -------------- | ------------------- | -------- | ------------- | --------------------------------- | ------------- |
| Поразка   | 1.   | 2 серпня 2004  | Віго, Іспанія       | Тверде   | Юлія Єфремова | Андреа Бенітес Естафанія Грасіун  | 5–7, 4–6      |
| Поразка   | 2.   | 16 серпня 2004 | Коїмбра, Португалія | Тверде   | Зара Раб      | Акгуль Аманмурадова Ірина Коткіна | 6–2, 1–6, 1–6 |

## Участь у Кубку Федерації

### Парний розряд
| Розіграш                    | Стадія | Дата          | Місце      | Супротивник | Покриття   | Партнерка   | Суперниці            | W/L | Рахунок  |
| --------------------------- | ------ | ------------- | ---------- | ----------- | ---------- | ----------- | -------------------- | --- | -------- |
| 2005 Fed Cup World Group II | P/O    | 10 липня 2005 | Пекін, КНР | China       | Тверде (i) | Тіна Кріжан | Лі Тін Сунь Тяньтянь | L   | 2–6, 0–6 |